# Ryszard Lebiest
Ryszard Lebiest (ur. 20 stycznia 1942 w Krakowie, zm. 10 stycznia 2024 tamże) – polski zecer i linotypista, pracownik Prasowych Zakładów Graficznych w Krakowie, redaktor techniczny Tygodnika Powszechnego i Dziennika Polskiego, działacz związkowy, działacz opozycji demokratycznej w PRL i członek pierwszej „Solidarności” (1980–1981), internowany w stanie wojennym, represjonowany przez władze PRL, działacz samorządowy.

## Życiorys
Urodził się jako syn Henryka i Heleny Lebiestów. W 1962 roku ukończył Szkołę Poligraficzną w Krakowie. W latach 1958–1959 był zatrudniony w Krakowskich Zakładach Graficznych, a w latach 1959–1983 w Prasowych Zakładach Graficznych w Krakowie.
Od września 1980 roku był członkiem i aktywnym działaczem „NSZZ Solidarność”. Był założycielem i przewodniczącym Tymczasowej Komisji Zakładowej, a następnie przewodniczącym Komisji Zakładowej Drukarzy i Dziennikarzy Prasowych Zakładów Graficznych. Przewodniczył branżowej Sekcji Poligrafii przy Zarządzie Regionu Małopolskiej „Solidarności”. Był współzałożycielem, autorem tekstów i organizatorem zespołu pisma Komisji Zakładowej Prasowych Zakładów Graficznych Sztylecik, wydawanego od wiosny 1981 roku. W lipcu 1981 roku był delegatem na I Walne Zebranie Delegatów Regionu Małopolska „Solidarności”. W dniach 18–20 sierpnia 1981 współorganizował krakowskie Dni bez Prasy. Wydawał biuletyn Dni bez Prasy. Był członkiem Zarządu Regionu Małopolska „S”.
Po wprowadzeniu stanu wojennego w Polsce 13 grudnia 1981 roku został internowany, początkowo w Ośrodku Odosobnienia w Nowym Wiśniczu, a następnie w Załężu koło Rzeszowa, gdzie brał udział w głodówce protestacyjnej. 11 marca 1982 został zwolniony ze względu na stan zdrowia. Do stycznia 1983 roku przebywał na zwolnieniu lekarskim. 29 stycznia 1983 roku został ciężko pobity na ulicy przez tzw. „nieznanych sprawców”, po czym przeszedł na rentę.
W latach 1983–1989 był redaktorem technicznym Tygodnika Powszechnego. Współpracował z Komitetem Pomocy Internowanym, następnie z Komitetem Pomocy Represjonowanym. Był słuchaczem Chrześcijańskiego Uniwersytetu Robotniczego im. kard. Stefana Wyszyńskiego w Krakowie (1984–1986) oraz działaczem Ośrodka Kultury Niezależnej w parafii św. Maksymiliana Kolbego w Krakowie-Mistrzejowicach (1983–1989). W 1988 roku uczestniczył jako członek Komitetu Organizacyjnego w Międzynarodowej Konferencji Praw Człowieka i Obywatela w parafii św. Maksymiliana Kolbego w Krakowie-Mistrzejowicach.
W latach 1982–1985 był rozpracowywany przez Komendą Wojewódzką Milicji Obywatelskiej i Wojewódzki Urząd Spraw Wewnętrznych w Krakowie.
Od 1989 roku pracował jako redaktor techniczny w Wydawnictwie Jagiellonia SA i w Dzienniku Polskim. W latach 1998–2002 był radnym oraz członkiem Prezydium Zarządu Dzielnicy IV Prądnik Biały w Krakowie. Jako radny odpowiadał m.in. za finanse i informacje, był zastępcą redaktora naczelnego Biuletynu Dzielnicy IV. W latach 1989–2000 był członkiem Krakowskiego Komitetu Obywatelskiego, gdzie wchodził w skład Zarządu oraz był redaktorem naczelnym wydawanego przez Krakowski KO biuletynu Krakus. W latach 1989–1995 był przewodniczącym Komisji Zakładowej „Solidarności” w Wydawnictwie Jagiellonia SA i Dzienniku Polskim. W latach 1990–1992 był delegatem na kolejne Walne Zebrania Delegatów Regionu Małopolska, Krajowe Zebrania Delegatów oraz członkiem Zarządu Regionu Małopolska „Solidarności”.
W 2002 roku przeszedł na wcześniejszą, a w 2007 roku na pełną emeryturę. Zmarł w Krakowie 10 stycznia 2024. Został pochowany na cmentarzu Batowickim.

## Nagrody i odznaczenia
- Honorowy Medal Komitetu Obywatelskiego Miasta Krakowa „w uznaniu zasług dla tworzenia i rozwoju ruchu obywatelskiego w III Rzeczpospolitej” (2006)[8]
- Medal Prasy Podziemnej (2007)[1]
- Medal „Niezłomnym w słowie” (2011)[9][10]
- Medal „Dziękujemy za wolność” (2014)[11]
- Krzyż Kawalerski Orderu Odrodzenia Polski przyznany przez prezydenta RP Bronisława Komorowskiego „za wybitne zasługi dla przemian demokratycznych i transformacji ustrojowej w Polsce, za propagowanie idei państwa obywatelskiego oraz osiągnięcia w pracy zawodowej i społecznej” (2011)[12][13]